# Péptido no ribosómico

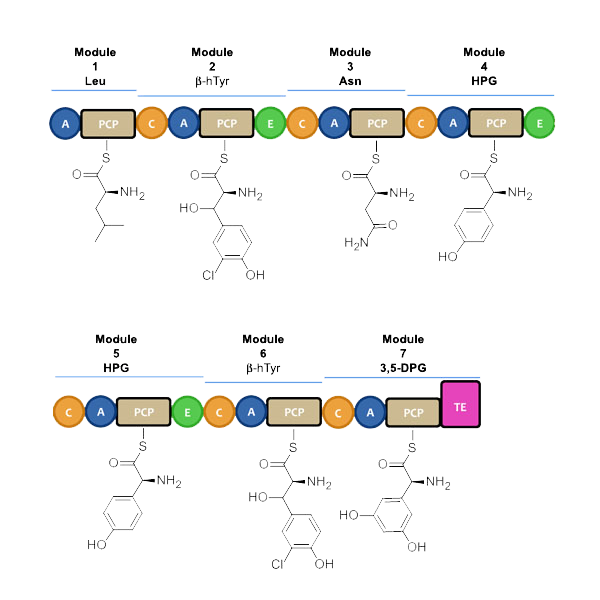
Ejemplo de la biosíntesis en módulos de un péptido no ribosómico de importancia médica, el antibiótico vancomicina.

Un péptido no ribosómico (PNR) es una clase de péptido usualmente producido como metabolito secundario por diversos microorganismos tales como bacterias y hongos. Los péptidos no ribosómicos también pueden ser encontrados en organismos superiores tales como los nudibranquios, pero se cree que en estos son producidos por bacterias comensales que habitan en el interior de estos organismos.[cita requerida] Aunque existe una gran cantidad de péptidos que no son sintetizados por los ribosomas, el término péptido no ribosómico se refiere típicamente a un tipo muy específico de péptidos que serán tratados en este artículo.
Los péptidos no ribosómicos son sintetizados por «sintetasas peptídicas no ribosómicas», las cuales a diferencia de los ribosomas, son independientes del ARN mensajero. Cada sintetasa de péptidos no ribosómicos es capaz de sintetizar únicamente un tipo de péptido. Por otra parte los péptidos no ribosómicos a menudo poseen una estructura cíclica y/o ramificada, pueden contener otros aminoácidos no proteinogénicos, incluyendo D-aminoácidos, incorporan modificaciones tales como grupos N-metilo y N-formilo, o se encuentran glicosilados, acetilados, halogenados, o hidroxilados. A menudo se lleva a cabo una ciclación del esqueleto principal del polipéptido, resultando en estructuras del tipo oxazolina y tiazolina; que luego pueden ser oxidadas o reducidas. En ocasiones, se llevan a cabo deshidrataciones sobre los residuos de serina, produciendo dehidroalantoína. Estos son sólo algunos ejemplos de las múltiples manipulaciones y variaciones que pueden ser llevadas a cabo sobre un péptido no ribosómico. A menudo los péptidos no ribosómicos son dímeros o trímeros de idéntica secuencia encadenados o ciclados, o incluso ramificados.
Los péptidos no ribosómicos son una familia muy diversa de productos naturales con un rango de actividades biológicas y farmacológicas extremadamente amplio. Pueden funcionar como toxinas, sideróforos, o pigmentos. Actualmente se comercializan varios péptidos no ribosómicos con actividad antibiótica, citostática, e inmunosupresora.

## Ejemplos
- Antibióticos
  - Actinomicina
  - Bacitracina
  - Antibiótico dependiente de calcio
  - Daptomicina
  - Vancomicina
  - Tirocidina
  - Gramicidina
  - Zwittermicina A
- Precursores Antibióticos
  - Tripéptido ACV
- Citostaticos
  - Epotilona
  - Bleomicina
- Inmunosupresores
  - Ciclosporina (Ciclosporina A)
- Sideróforos
  - Enterobactina
  - Mixoquelina A
- Pigmentos
- Toxinas
  - Microcistinas y
  - Nodularinas, cianotoxinas de cianobacterias.
- Polímeros de almacenamiento de nitrógeno
  - Cianoficina - compuesto producido por algunas cianobacterias
- Fitotoxinas
  - Toxina-HC - un factor de virulencia producido por el hongo patógeno de plantas Cochliobolus (Helminthosporium) carbonum[1]
  - Toxina-AM - producida por el hongo patógeno para las plantas Alternaria alternata pv. Mali[2]
  - Victorina - un pentapéptido cíclico clorado producido por el hongo patógeno Cochliobolus victoriae. Su mecanismo de síntesis no ribosómica aún no ha sido establecido.

## Biosíntesis
Los péptidos no ribosómicos son sintetizados por una o más sintetasas de péptidos no ribosómicas (SPNR). Los genes de las SPRN necesarios para la producción de un determinado péptido usualmente se encuentran organizadas en operones en las bacterias y en clústeres de genes en los eucariotas.
El primer péptido no ribosómico fúngico descubierto fue la ciclosporina. Esta sustancia es sintetizada por una única SPNR de 1,6 MDa. Las enzimas se encuentran organizadas en módulos que son los responsables de la introducción de cada aminoácido. Cada módulo consiste en varios dominios con funciones definidas, separados por cortas regiones espaciadoras de aproximadamente 15 aminoácidos.
La biosíntesis de péptidos no ribosómicos comparte características con la biosíntesis de policétidos y ácidos grasos. Debido a similitudes estructurales y mecanísticas, algunas sintetasas de péptidos no ribosómicos contiene módulos de policétido sintetasas para la inserción de unidades de acetatos o propionatos a la cadena peptídica.

### Módulos
El orden de los módulos y dominios que conforman una sintetasa peptídica no ribosómica completa son los siguientes:
- Un módulo de Apertura o Iniciación: [F/NMT]-A-PCP-
- Módulos de Extensión o Elongación: -(C/Cy)-[NMT]-A-PCP-[E]-
- Un módulo de Terminación o Liberación: -(TE/R)

(Orden: en dirección N-terminal a C-terminal; []: opcionalmente; (): alternativamente)

### Dominios
- F: Formilación (opcional)
- A: Adenilación (requerido en al menos un módulo)
- Proteína transportadora de péptidos: Tiolación y Proteína Transportadora de Péptidos unida a  4´-fosfopantetina (requerida en al menos un módulo)
- C: Condensación para formar el enlace amida (requerida en al menos un módulo)
- Cy: Cliclización hacia tiazolinas ú oxazolinas (opcional)
- Ox: Oxidación de las tiazolinas ú oxazolinas a tiazoles ú oxazoles (opcional)
- Red: Reducción de tiazolinas ú oxazolinas a tiazolidinas ú oxazolidinas (opcional)
- E: Epimerización para formar D-aminoácidos (opcional)
- NMT: N-metilación (opcional)
- TE: Terminación por medio de una tioesterasa (un módulo que aparece una única vez en cada sintetasa no ribosómica)
- R: Reducción hacia aldehído o alcohol (opcional)

### Etapa de iniciación
- Carga: El primer aminoácido es activado por ATP formando un anhídrido acil-fosfórico unido a AMP por el dominio A y es cargado en la cadena lateral 4'PP (serina unida a 4'-fosfopantetina) del dominio PCP, reacción catalizada por el propio dominio PCP (tiolación).

- Algunas veces el grupo amino del aminoácido unido es formilado, por un dominio F o metilado por un dominio NMT.

### Etapas de elongación
- Carga: En forma análoga a la etapa de iniciación, cada módulo carga su aminoácido específico a través de su propio dominio PCP.

- Condensación: El dominio C cataliza la formación de un enlace amida entre el grupo tioester de la cadena peptídica en crecimiento unida al módulo previo, con el grupo amino del siguiente módulo. El péptido extendido queda entonces unido a este último módulo a través de su dominio PCP.

- Condensación-Ciclización: Algunas veces el dominio C es reemplazado por un dominio Cy, en el cual, adicionalmente a la formación del enlace amida, se cataliza la reacción entre una cadena lateral de serina, treonina o cisteína con el nitrógeno amídico, formando oxazolidinas y tiazolidina respectivamente.

- Epimerización: Algunas veces un dominio E epimeriza la configuración de algún aminoácido dentro de la cadena peptídica a su configuración D.

- Este ciclo se repite para cada uno de los módulos de elongación.

### Etapa de terminación
- Terminación: El dominio TE (tioesterasa) hidroliza la cadena polipeptídica completa rompiendo el enlace con el dominio ACP del módulo previo, formando con frecuencia amidas cíclicas (lactamas) o ésteres cíclicos (lactonas).

- Adicionalmente, el péptido puede ser liberado por un domino R que reduce el enlace tioester terminal a un aldehído o alcohol.

### Procesamiento
El péptido final obtenido con frecuencia es modificado por ejemplo por glicosilación, acilación, halogenación, o hidroxilación. Las enzimas responsables se encuentran con frecuencia asociadas al complejo sintetaza, y sus genes se encuentran organizados en el mismo operón o clúster de genes.

### Cebado y desbloqueo
Para volverse funcional, la cadena lateral 4'-fosfo-panteteína de las moléculas de acil-CoA tienen que ser unidas al dominio PCP por medio de 4'PP transferasas (a este proceso se le denomina cebado) y el grupo acilo unido al azufre tiene que ser removido por tioesterasas específicas asociadas (TE-II) a este proceso se le denomina desbloqueo.

### Especificidades de sustrato
La mayor parte de los dominios posee una muy amplia especificidad de sustrato, y por lo general es sólo el dominio A el que determina cual aminoácido es incorporado en cada módulo. Se han identificado diez aminoácidos que controlan la especificidad de sustrato y que pueden ser considerados los «codones» de la síntesis peptídica no ribosómica. También se cree que el dominio de condensación C posee una especificidad de sustrato, especialmente si se encuentra a continuación de un módulo epimerasa (E) el cual funcionaría como filtro para la forma isomérica epimerizada.

## Unión a policétidos
Debido a las similitudes con las policétido sintetasas (PCS), muchos metabolitos secundarios son, de hecho, fusiones de PNR y policétidos. En esencia esto ocurre cuando los módulos policétido siguen a los módulos PNR y viceversa. Aunque existe un alto grado de similitud entre los dominios PCP de ambos tipos de sintetasas, el mecanismo de condensación es diferente desde el punto de vista químico (Claisen frente a transamidación).